# St. Johannis (Brügge)

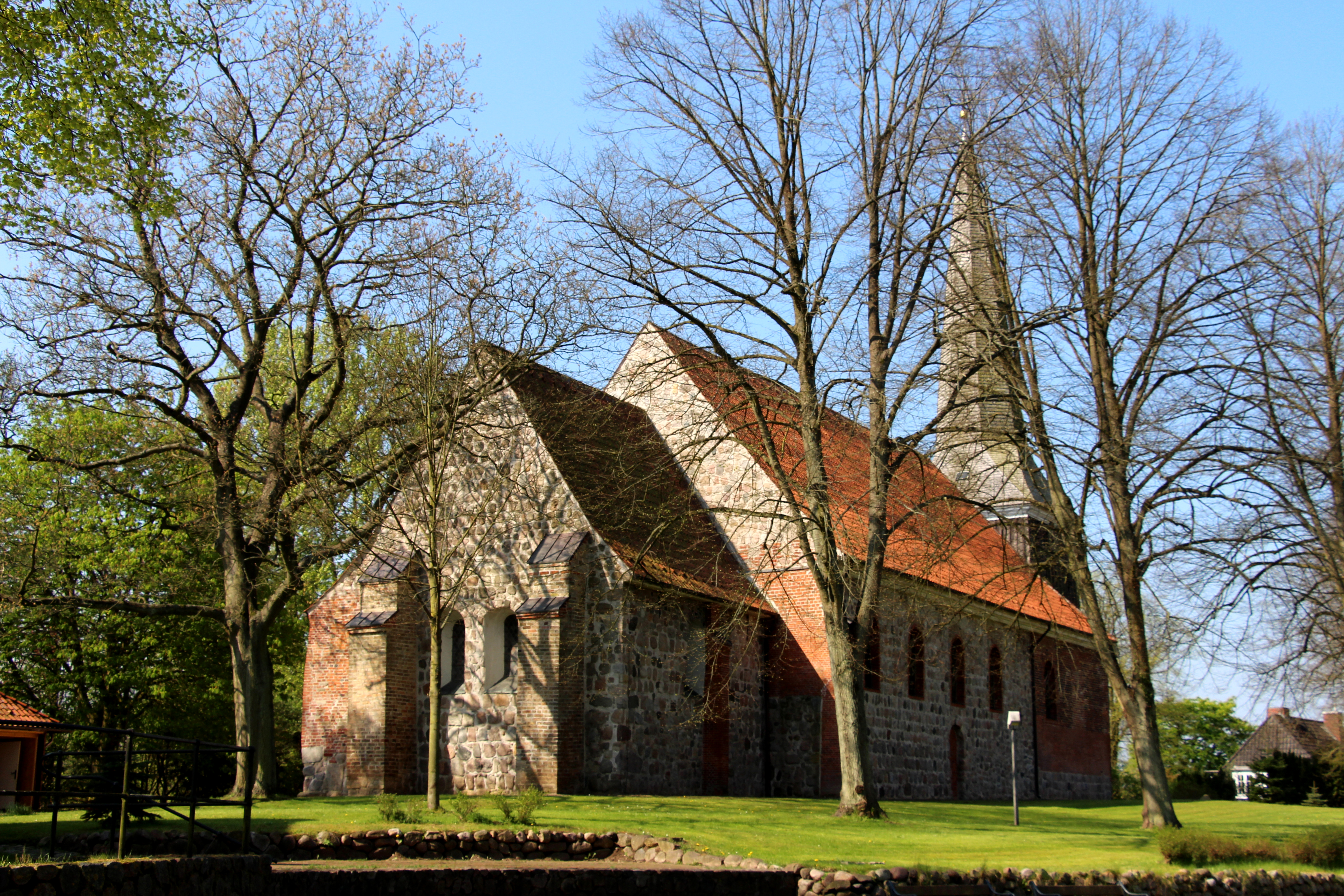
Blick auf die Kirche von Südost

Die Kirche St. Johannis in Brügge, einer Gemeinde im Kreis Rendsburg-Eckernförde in Schleswig-Holstein, ist eine Feldsteinkirche aus dem 13. Jahrhundert mit dem Patrozinium Johannes des Täufers. Sie gehört zur Evangelisch-Lutherischen Kirche in Norddeutschland. Sie ist ein geschütztes Kulturdenkmal mit der Objekt-ID 3973 im Denkmalschutzgesetz.

## Geschichte und Beschreibung
Die St.-Johannis-Kirche in Brügge wurde in einer Urkunde von 1215 als Kapelle an der Eiderbrücke erwähnt. Darin übertrug Albrecht von Orlamünde das Patronat über die etwa zehn Jahre zuvor gegründete Kapelle dem Kloster Faldera, das ab etwa 1200 von dort aus die ersten Siedler im Gebiet um das spätere Brügge betreute. In einer Urkunde des Erzbischofs Gerhard II. von Bremen von 1238 wird Brügge als selbständiges Kirchspiel genannt. Brügge ist damit eine der ältesten urkundlich erwähnten Kirchengemeinden in Schleswig-Holstein.
Im Zusammenhang mit der Erhebung zur Pfarrkirche um 1240 wurde die Kapelle zu einer Kirche vergrößert. Da bei Ausgrabungen im Zuge der Renovierung 2001 keine Spuren eines Vorgängerbaus gefunden wurde, bestand die erwähnte Kapelle möglicherweise aus dem späteren eingezogenen und gerade geschlossenen Chor. Dieser erhielt Ende des 13. Jahrhunderts ein Kreuzrippengewölbe, das auf acht Konsolen aufsitzt. Das mit einer Flachdecke überspannte Langhaus wurde in der Zeit der Gotik im Westen mit Backsteinmauerwerk verlängert. Chor und Langhaus sind durch einen Chorbogen getrennt.

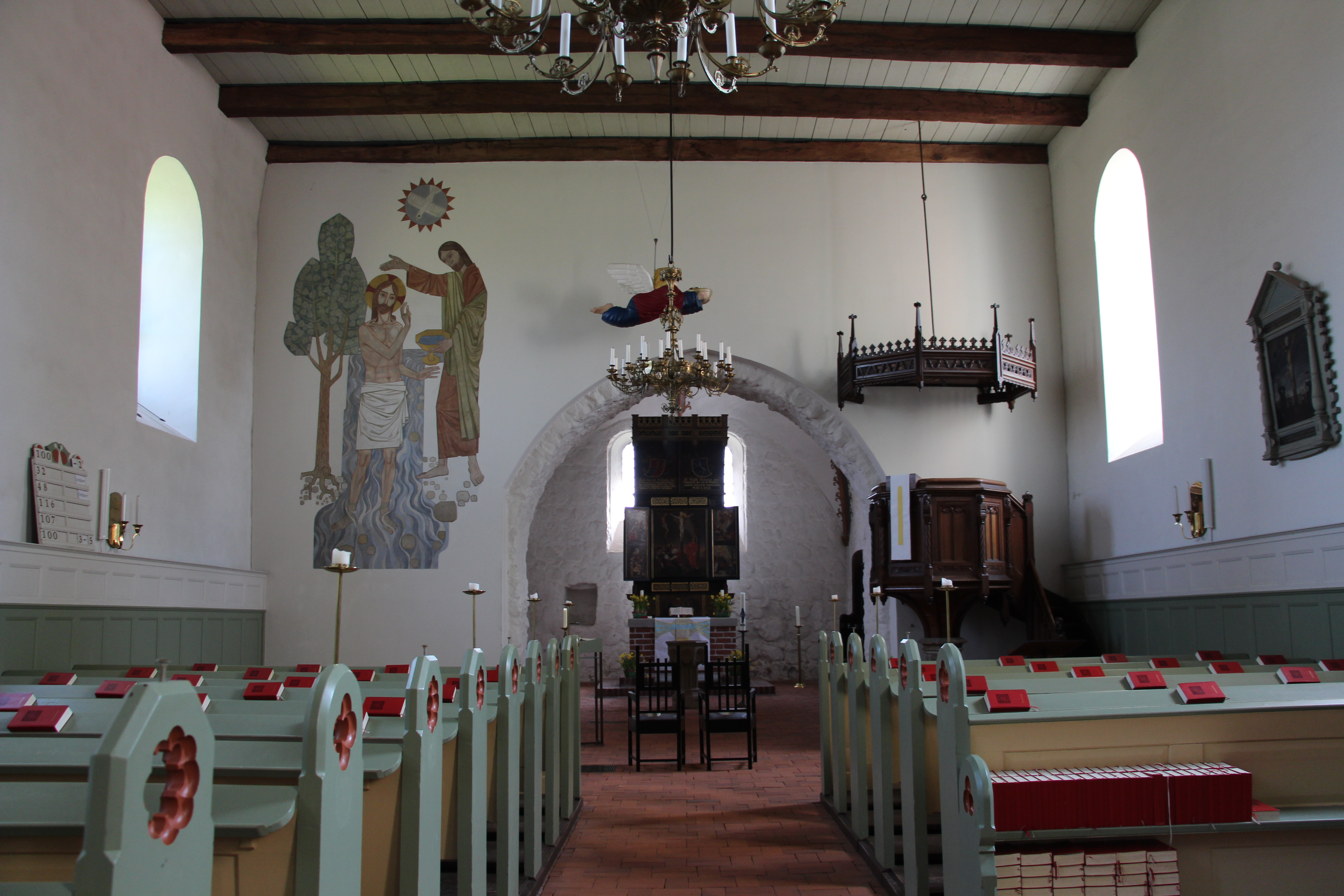
Innenraum

1736 verfügte  Herzog Karl Friedrich von Holstein-Gottorf, dass die vorherige Klosterkirche Bordesholm eine Pfarrkirche mit eigenem Gemeindegebiet werden sollte. Damit wurde das Brügger Kirchspiel geteilt. 1965 schlossen sich beide Kirchengemeinden zur Kirchengemeinde Bordesholm-Brügge zusammen, die 1985 wieder in die Kirchengemeinden Brügge, Bordesholm Klosterkirche und Bordesholm Christuskirche aufgeteilt wurde.

## Kirchturm
Die Eichen für den hölzernen Kirchturm mit Knickhelm erhielt die Kirchengemeinde 1630/31 aus dem landesherrlichen Forst. Der Bau wurde aber wohl erst nach dem Dreißigjährigen Krieg 1649 abgeschlossen.
Am 26. Juni 2020 nachmittags brannten der Dachstuhl des reetgedeckten alten Gasthauses Brügger Markt, die Funken sprangen auf den benachbarten Kirchturm über. 2023 konnte die Reparatur des mit Holzschindeln gedeckten Turm abgeschlossen werden.

## Ausstattung
Das bedeutendste Stück der Kirchenausstattung ist ein Baldachin-Altar aus der Werkstatt des Hans Brüggemann von etwa 1530. Zwischen Predella und Baldachin befand sich bis 1672 eine aus Eichenholz geschnitzte Kreuzigungsdarstellung. Dieses alte Hauptbild, der sogenannte Kleine Brüggemannaltar, wurde in die Bordesholmer Klosterkirche überführt als Ersatz für den Großen Brüggemannaltar, den Herzog Christian Albrecht von Schleswig-Holstein-Gottorf 1666 in den Schleswiger Dom hatte bringen lassen. Stattdessen stiftete der damalige Amtmann des Amtes Bordesholm, Hans Heinrich Kielman von Kielmansegg, ein Sohn von Johann Adolph Kielmann von Kielmannsegg, 1672 die Neugestaltung des Altaraufsatzes. In das freie Feld zwischen Baldachin und Predella wurde ein alter Flügelaltar aus der Bordesholmer Klosterkirche eingefügt. Dieses Triptychon, Baldachin und Predella wurden im barocken Stil bemalt. Das Mittelbild zeigt die Kreuzigung, die vier Bilder der Flügel rechts Verkündigung (unten) und Auferstehung (oben), und links Christi Geburt (unten) und Himmelfahrt (oben). Der Baldachin trägt die Wappen von Kielmansegg und seiner ersten Frau Mette von der Wisch. Der Kleine Brüggemannaltar, dessen mittleres Kreuz im Laufe der Zeit verlorenging, wurde 1897 an das Thaulow-Museum abgegeben und wird der gotischen Halle im Landesmuseum auf Schloss Gottorf ausgestellt.

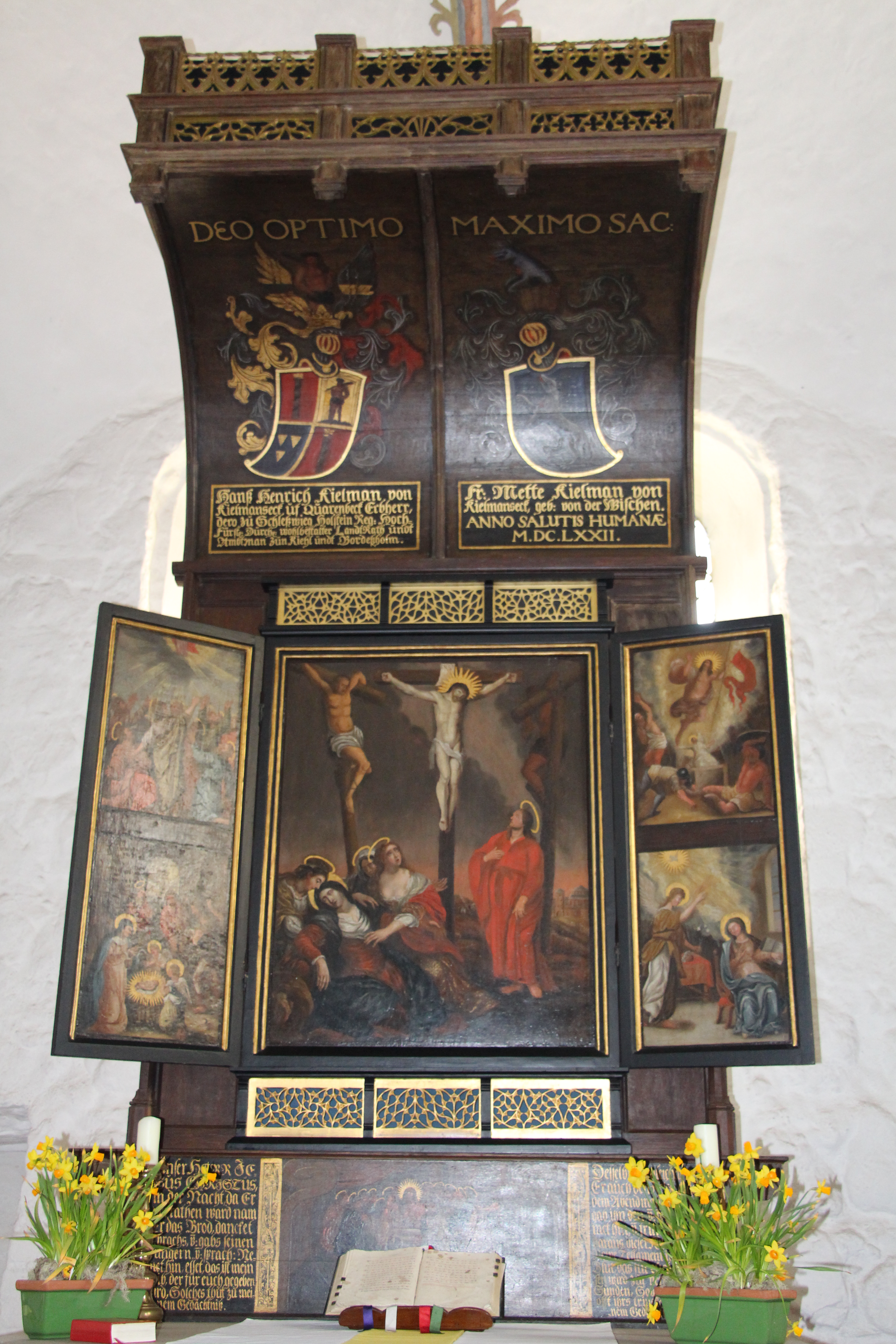
Baldachin-Altar
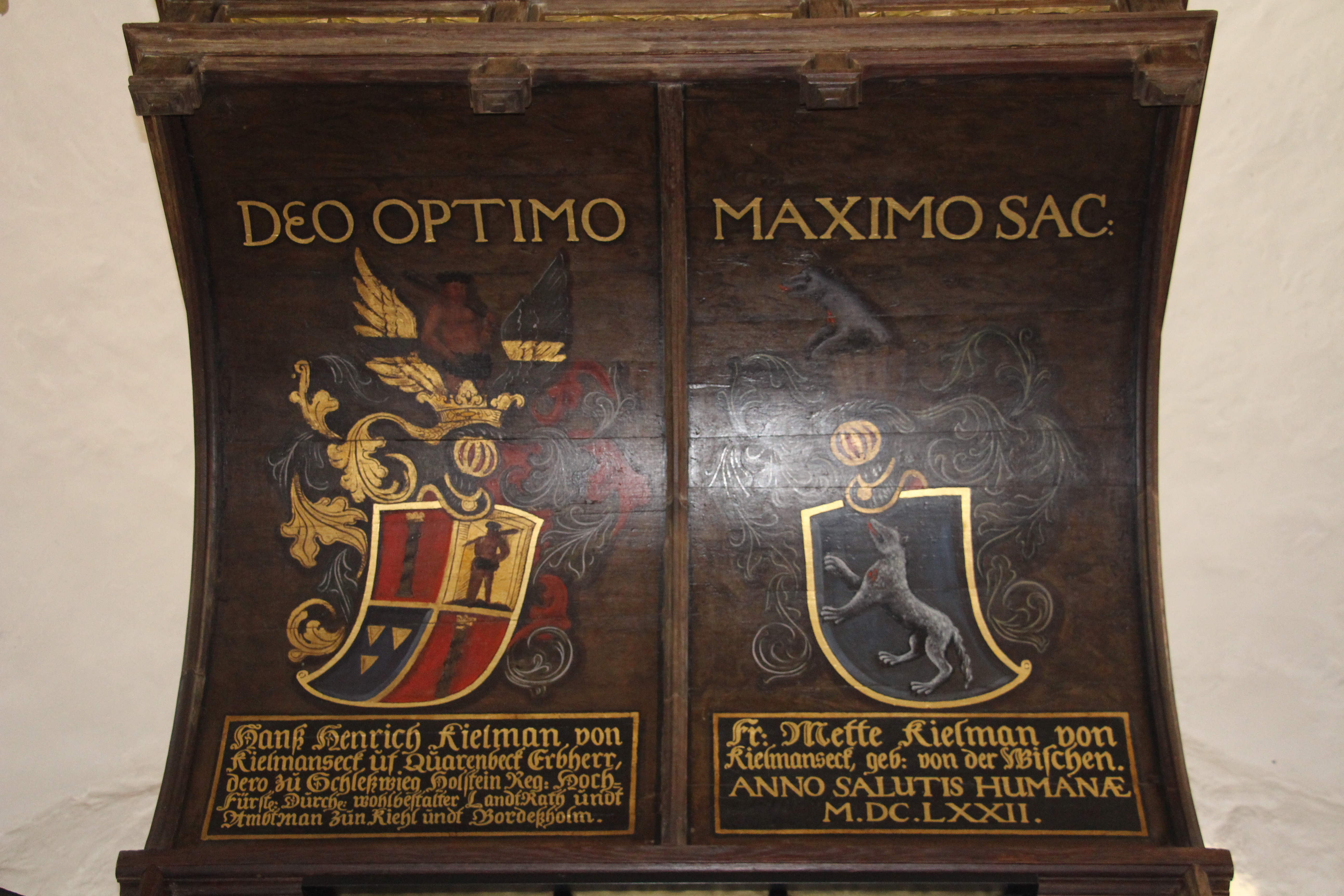
Stifterwappen im Baldachin
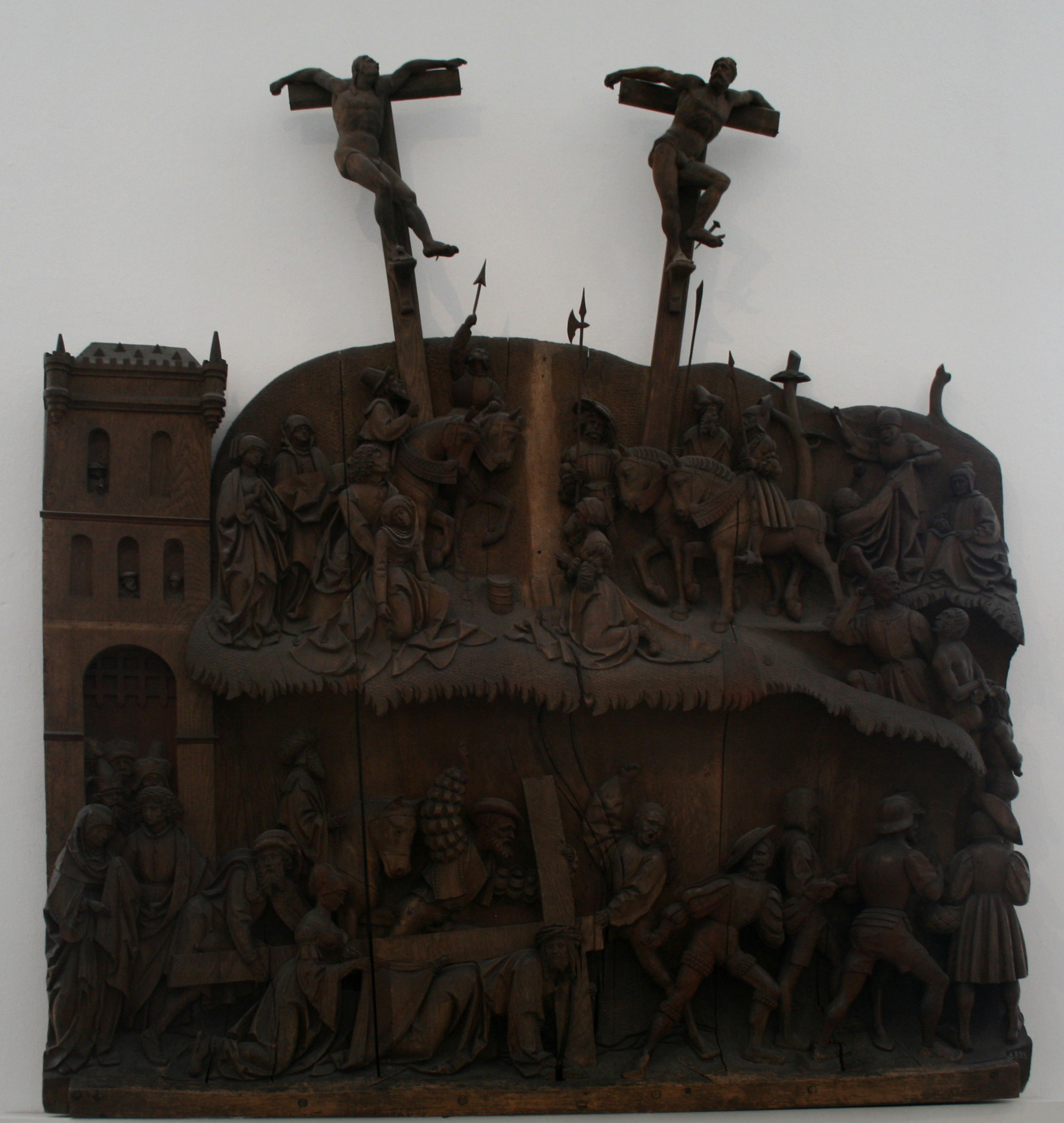
Kleiner Brüggemannaltar

Das Chorgestühl an den Seiten des Chores stammt aus dem 15. Jahrhundert.
Die Orgel wurde 1821 von Marcussen & Søn gebaut.

## Pastoren
Bekannte Pastoren der Kirche waren:
- 1794–1802 Heinrich Harries
- 1849–1855 Carl Nicolaus Kähler